# Kurt Wasserfall
Kurt Wasserfall (* 28. Mai 1952 in Göttingen) ist ein deutscher Kinder- und Jugendbuchautor.
Der Autor studierte Theaterwissenschaften und Germanistik an der Universität zu Köln. Neben der Schriftstellerei arbeitete er von 1979 bis 1989 auch als Regieassistent und Schauspieler. Der Schriftsteller lebt mit seiner Familie in Jagdhaus (Schmallenberg) im Sauerland.
Neben seiner Autorentätigkeit gibt er Kurse in Sachen Sprachkompetenz und Vorlesetechnik. Auch liest er beispielsweise in Grundschulen selbst Auszüge seiner Werke vor. Kurt Wasserfall ist regelmäßig in Schwerte als Kursleiter der Ferienakademie „Kreatives Schreiben“ des Westfälischen Literaturbüros in Unna (WLB) tätig.

## Werke
- Minona. Anrich, Kevelaer [1992], ISBN 3-89106-158-7.
- „Stress nicht so rum, ich find schon nen Job!“
- Jakob, lieber Jacob. Beltz, 1991.
- Die Seiltänzerin. Lentz, 1993.
- Käpten Ahab mit der Affenfaust. Beltz & Gelberg, 1995.
- Ben Mahkis oder Die Reise in das Abendland (= Gullivers Bücher 334). Beltz, Weinheim 1999, ISBN 3-407-78334-5.
- Minona und der schwarze Tod (= Gullivers Bücher 383). Beltz, Weinheim/Basel 2000, ISBN 3-407-78383-3.
- Digital Life (= Gullivers Bücher 528). Beltz, Weinheim 2002, ISBN 3-407-78528-3.
- Total verknallt! Echt kompliziert beim ersten Mal. Verlag an der Ruhr, Mülheim an der Ruhr 2004, ISBN 3-86072-931-4.
- Erzählen lernen. Ein Workshop zur Entwicklung der Sprachkompetenz. Verlag an der Ruhr, Mülheim an der Ruhr 2004, ISBN 3-86072-935-7.
- Und schneller als die Bullen waren wir auch! Verlag an der Ruhr, Mülheim an der Ruhr 2007, ISBN 978-3-8346-0169-8.
- Ich bin schon wieder völlig pleite!. Verlag an der Ruhr, 2008.
- Bühne frei für alle: Methoden für Improvisation und Theater in Schule und Freizeit. Verlag an der Ruhr, Mülheim an der Ruhr 2013, ISBN 978-3-8346-2340-9.
- Papa Cool. WOLL Verlag, Schmallenberg 2019, ISBN 978-3-943681-93-2.

## Auszeichnungen
- Friedrich-Gerstäcker-Preis für Jugendliteratur, 1990